# Antonio Hernández
Antonio Hernández (nascido em 16 de maio de 1951) é um ex-ciclista olímpico mexicano. Representou sua nação nos Jogos Olímpicos de Verão de 1972, na prova de contrarrelógio.